# Provincia de Ferrara
Ferrara (en italiano: provincia di Ferrara) es una provincia de la región de la Emilia-Romaña, en Italia. Su capital y ciudad más poblada es Ferrara.
Tiene un área de 2630 km², y una población total de 359.000 hab. (2010). Hay 26 comuni (municipios) en la provincia (fuente: ISTAT, véase este enlace).